# Thạch Bình
Thạch Bình là một xã thuộc huyện Thạch Thành, tỉnh Thanh Hóa, Việt Nam.

## Địa lý
Xã Thạch Bình nằm ở gần trung tâm huyện Thạch Thành, có vị trí địa lý:
- Phía đông giáp xã Thạch Định và xã Thành Trực
- Phía tây giáp huyện Cẩm Thủy
- Phía nam giáp xã Thạch Đồng
- Phía bắc giáp xã Thạch Sơn.

Xã Thạch Bình có diện tích 20,41 km², dân số năm 2018 là 7.757 người, mật độ dân số đạt 380 người/km².

## Lịch sử
Địa bàn xã Thạch Bình hiện nay trước đây vốn thuộc hai xã Thạch Bình và Thạch Tân.
Xã Thạch Tân được thành lập vào năm 2004 trên cơ sở giải thể thị trấn Nông trường Thạch Thành với 395,39 ha diện tích tự nhiên của Nông trường Thạch Thành đang sử dụng thuộc địa giới hành chính của các xã, gồm: 110,10 ha của xã Thạch Định, 261,10 ha của xã Thạch Bình, 24,19 ha của xã Thạch Đồng và 31,90 ha diện tích tự nhiên của xã Thạch Bình đang quản lý; 1.850 người của thị trấn nông trường Thạch Thành và 503 người của xã Thạch Bình.
Sau khi điều chỉnh, xã Thạch Bình có diện tích 15,07 km², dân số năm 2004 là 6.804 người, mật độ dân số đạt 451 người/km². Xã Thạch Tân có diện tích 4,27 km², dân số là 2.353 người, mật độ dân số đạt 551 người/km².
Trước khi sáp nhập, xã Thạch Tân có diện tích 5,11 km², dân số là 1.913 người, mật độ dân số đạt 374 người/km². Xã Thạch Bình có diện tích 15,30 km², dân số là 5.844 người, mật độ dân số đạt 382 người/km².
Ngày 16 tháng 10 năm 2019, Ủy ban Thường vụ Quốc hội ban hành Nghị quyết số 786/NQ-UBTVQH14 về việc sắp xếp các đơn vị hành chính cấp xã thuộc tỉnh Thanh Hóa (nghị quyết có hiệu lực từ ngày 1 tháng 12 năm 2019). Theo đó, sáp nhập toàn bộ diện tích và dân số của xã Thạch Tân vào xã Thạch Bình.